# 坎朱鲁汉体育场踩踏事件
2022年10月1日，印度尼西亚东爪哇省玛琅县坎朱鲁汉体育场发生踩踏事故，造成135人死亡，583人受伤。

## 背景
足球流氓在印度尼西亚由来已久，自1990年代以来已造成数十名球迷死亡。几支球队的球迷俱乐部都有所谓的“指挥官”，赛事期间通常会有防暴警察维持秩序，且经常使用照明弹驱散闯入球场的骚乱者。2018年，在玛琅阿雷马队和佩西比万隆之间进行比赛后，坎朱鲁汉就曾发生骚乱，防暴警察使用催淚彈驱散人群，导致一人死亡。
尽管国际足联第19b条规定，场边管理员或警察不得在体育场内使用催泪瓦斯，但印度尼西亚警察防暴部队为确保足球比赛的安全，仍有使用催泪弹。而当某协会或联合会按照自己的竞赛规则安排赛事时，国际足联的规则往往可以选择执行，因此，该规定有时只能被用作指导方针。
阿雷马FC和泗水帕尔斯巴亚在可设计容量42,000人的坎朱鲁汉体育场进行了印尼甲組聯賽常规赛。阿雷马FC和帕尔斯巴亚队是长期的竞争对手。比赛组织者担心暴力事件而禁止了帕尔斯巴亚球迷购买比赛门票。
玛琅警察局长与LIB运营总监苏查尔诺进行了电话交谈，后者表示比赛仍必须在晚上举行。

## 灾难

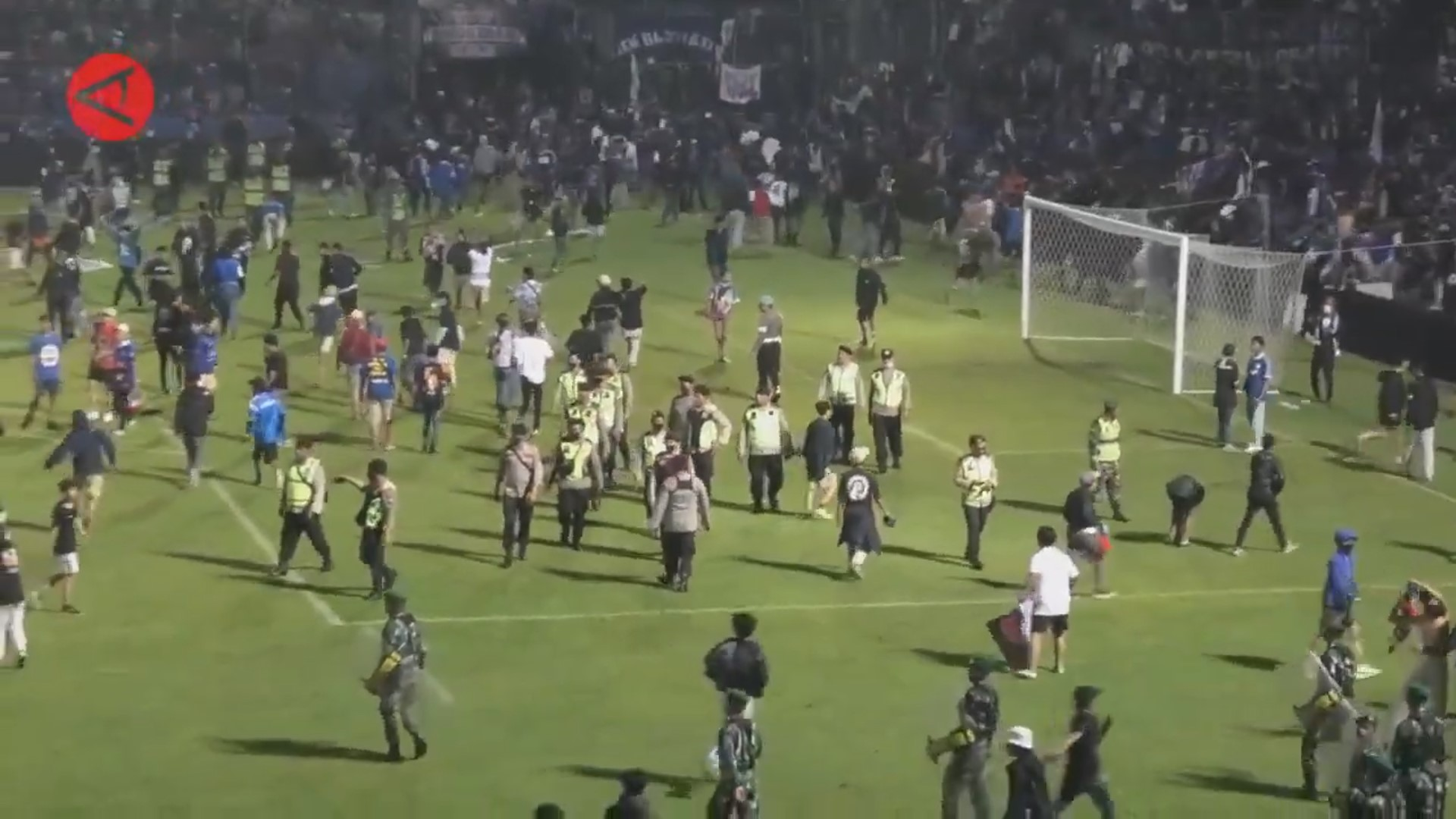
警方向人群发射催泪瓦斯前

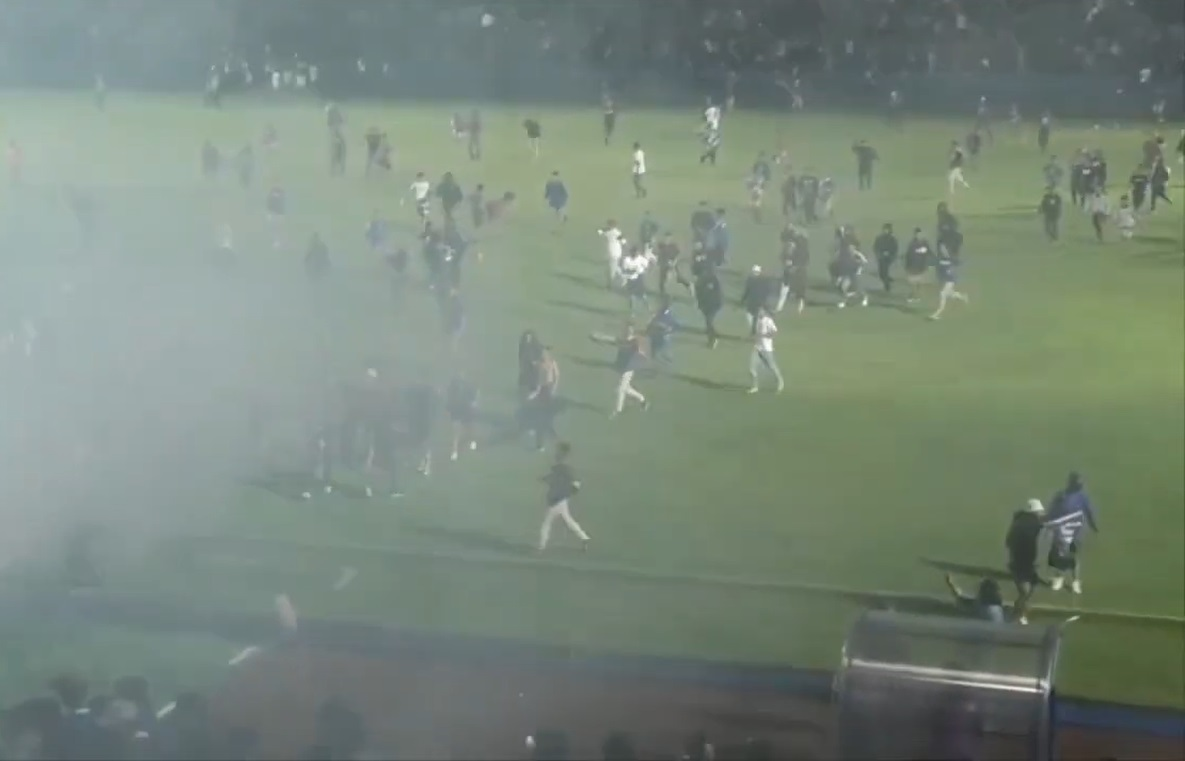
警方向人群发射催泪瓦斯，造成拥挤

整个比赛过程本身安全形势相对稳定，并未发生重大事故。比赛结束后，帕尔斯巴亚队以3-2获胜，9号和10号看台有四名观众上场，为失败的阿雷马队球员加油。据目击者称，警察对四名观众进行追赶，脱下衬衫并实施殴打，引发其他支持者进入场内区域 ，大约3000名阿雷马FC支持者涌入球场 。第一批闯入球场的阿雷马FC的支持者来自，并要求阿雷马管理层解释为什么在23年不败的主场上会以失利告终。抗议活动随着演变成一场骚乱，并在体育场外蔓延，有五辆警车在混乱中被推倒并被纵火。阿雷马FC球迷也在球场内投掷物品，并在体育场内纵火，迫使帕尔斯巴亚球员涌入更衣室寻求掩护，后被送进警用装甲输送车并停留一个小时后方得以离开体育场。警方作出回应，派遣防暴警察使用催泪瓦斯试图将其驱散，最初向12号看台发射催泪瓦斯，其后对准10号、11号和14号看台，最后再向南看台和北看台发射，但在使用催泪瓦斯后情况反而恶化，因为风力条件将催泪瓦斯吹入体育场内，导致包括儿童在内的数百名阿雷马足球俱乐部的球迷为躲避催泪瓦斯而奔向出口（12-14号门），但除14号门外，其他大门均已上锁，发生踩踏和窒息。警方还在体育场外施放催泪瓦斯。印度尼西亚国家警察局局长普拉博沃称在这场灾难中，共发射了11发催泪弹，其中向南发射7发，向北发射1发，向球场发射3发，而华盛顿邮报的报道则指警方在10分钟内向人群发射了至少40发催泪弹 。警方表示阿雷马FC球迷摧毁了十辆警车和三辆私家车 。
骚乱发生后，球员大厅和更衣室随即成为临时疏散场所，由阿雷马球员和职员帮助疏散仍在体育场内的受困者。灾难受害者被救护车和印度尼西亚军用卡车送往医院，许多人在送医途中或治疗期间死亡。

## 后续
玛琅摄政区卫生办公室报告说事件造成182人死亡。警方报告中确认的伤亡人员中至少有125名阿雷马足球俱乐部的支持者和2名警察（分别是法贾尔·约约克·普约诺和安迪克·普尔万托）。阿雷马对官方数字提出异议，认为考虑到一些尸体被立即送回家人身边而不是医院，可能有200多人死亡 。由于一些接受治疗的伤者情况“恶化”，死亡总数预计仍会增加。在死亡人数中，34人当场死亡，其余死者皆为经抢救无效死亡。据报道，克潘珍地区医院和瓦瓦医院（Wava Hospital）挤满了伤员，一些人必须被送往市内其他医院 。经过玛琅和东爪哇地区政府官员确认，人类发展和文化事务协调部部长穆哈吉尔·埃芬迪确认最终死亡数字为125人，另有302人轻伤，21人重伤。而截至10月25日，事故已经造成135人死亡，583人受伤。
受害者医疗费用由玛琅政府支付。东爪哇省省长霍菲法·因达尔·帕拉万萨宣布，东爪哇省政府将为遇难者亲属提供经济补偿。 死者的每个血亲将获得1000万卢比（699美元），而伤者将获得500万卢比（349美元）。2022年10月4日，总统维多多宣布中央政府将向每位死者的近亲提供5000万卢比（3495美元）的额外经济补偿。
这场灾难是足球史上死者第二多的事故，仅次于1964年秘鲁国家体育场灾难（造成328人死亡）。死亡人数亦创下亚洲和印尼之最。死者中，有38人年龄在17岁以下，最小的3岁，最大的45岁。
| 死者年龄范围（2022年） | 总数 |
| ---------------------- | ---- |
| 0–9                    | 1    |
| 10–19                  | 71   |
| 20–29                  | 50   |
| 30–39                  | 9    |
| 40–49                  | 4    |
| 总数                   | 135  |

| 性别 | 总数 |
| ---- | ---- |
| 男   | 93   |
| 女   | 42   |
| 总数 |      |

受此影响，所有印尼足球联赛停赛一周。印尼足协宣布在本赛季剩余时间内禁止阿雷马参与主场比赛。总统佐科·維多多在事后指示该协会暂停所有印尼甲組聯賽的比赛，直到所有“安全程序改进评估”完毕。
2022年10月3日，印度尼西亚警察局局长利斯蒂奥·西吉特·普拉博沃解除了玛琅县警察局长、警察局附属首席专员的职务，同时东爪哇機動警察旅的九名官员也被撤职，同日，PSSI宣布，从当晚开始，在印度尼西亚举行的2023年亚足联U-17亚洲杯预选赛B组比赛（举行时间为10月1日—10月9日）将以無觀眾比賽的形式进行。
10月4日，一名警察因使用日惹特区班圖爾警察局的官方Twitter账户发布有关该事件的煽动性言论而被拘留21天，其推文使用“去死吧！”“你在捍卫谁？”和“我向士兵们致敬！ 毁灭吧！”等话语回应对警察的批评 。
事件发生后，一段显示印尼警方士兵殴打阿雷马支持者的视频开始在网络上传播，对此印度尼西亞國民軍司令安迪卡·佩卡萨承诺不会将这一行为定为自卫，并会对涉事士兵提出刑事指控。
2022年12月5日2022-23赛季的剩余场次继续，但均需空场进行。

## 法律责任
事后，印度尼西亚安全与战略研究所（ISESS）以及印度尼西亚警察观察组织（IPW）呼吁解雇玛琅警察局长、副首席专员费利·希达亚特，ISESS还要求解雇东爪哇警察局长尼科·阿芬塔(Nico Afinta)，而IPW则另外要求追究比赛组织方的法律责任。 
因这次事故，印度尼西亚足协纪律委员会宣布，对阿雷马足球俱乐部主席阿卜杜勒·哈里斯和安全负责人苏科·苏特里斯诺实施终身禁止参与足球活动的处罚，此外，阿雷马还被处以2.5亿卢比（16,000美元）的罚款，并被禁止主办有观众的比赛，必须在距离玛琅主场较远的地方（约250km以外）举行比赛。

## 调查
印度尼西亚国家人权委员会（KOMNAS HAM）计划对该事件以及警方使用催泪弹的具体情况进行调查，而地区警察局长对使用催泪弹的做法进行辩护称，骚乱者对球员和职员都构成了威胁，但警方也表示将评估催泪弹的使用情况。另外，调查人员也开始调查操作催泪弹发射器的18名警察的身份。2022年10月12日，KOMNAS HAM发表调查结果。2022年10月14日，印度尼西亚独立新闻机构Narasi （页面存档备份，存于）发布了一份整合了80多个业余人士提供的视频录像的目视调查报告，展示了灾难发生的全过程，并强调警方滥用催泪弹。

### 警方调查
10月4日，警方调查了坎朱鲁汉体育场六个大门的闭路电视录像，因初步分析结果显示大多数受害者都是在3号门和9-13号门发现，故专门对这些门口进行调查。
2022年10月6日，印度尼西亚警察局长利斯蒂奥·西吉特·普拉博沃宣布已确认六名被告，其中印度尼西亚巴鲁足球俱乐部董事艾哈迈德·哈迪·卢基塔因球场核查疏忽而被控，阿雷马比赛组委会主席阿卜杜勒·哈里斯则被指控没有履行为观众制定安全规则或指南的义务，以及允许门票销售量超过体育场容量，阿雷马队安全主管苏科·苏特里斯诺被控没有制定风险评估方案，以及在灾难发生后命令门卫离开体育场大门。另有三名警察受到指控，分别为瓦赫尤、哈斯达曼和班邦·西迪克·阿赫马迪，其中瓦尤被控在知道国际足联禁止使用催泪弹的情况下仍未进行禁止，而哈斯达曼和阿赫马迪则被控下令下属使用催泪弹，法律依据为印度尼西亚刑法第359条和第360条以及印度尼西亚第11/2022号体育法第52条第103条的相关规定 。2022年10月10日，警方承认使用的催泪弹已过期。勘察组向國家研究與創新署（BRIN）提交了催泪弹样本，以对警方使用的催泪弹进行分析并找出其中可能存在的毒素或其他化合物，从而确定导致受害者受伤或死亡的化合物，样本分别取自三个独立的警察局库存。在得知催泪弹过期后，两名遇难者的父母对女儿的死因提出质疑，要求重新进行尸检。
2022年11月15日，东爪哇警方传唤医生哈伦，要求其出示证据以便对嫌疑人提出指控 ，最终相关指控于10月6日公布 。截至2022年11月15日，已有11名医生接受警方讯问 。

### 联合事实调查小组的调查
10月3日，印尼首席安全部长表示，印尼将成立一个独立的事实调查小组调查坎朱鲁汉体育场踩踏事件。调查报告于2022年10月14日公开，将事件矛头指向了印尼足球協會、印尼甲级足球联赛、赛事组委会、安保团队、印尼军警及阿雷马球迷，其中足球协会是最大的责任方。基于所陈的八大事实，调查报告认为足球协会主席及一众执行委员应引咎辞职。对此，足球协会于10月28日宣布会依照协会章程召开一次特别代表大会，以讨论相关事宜 。
截至勘察组公布最终报告时，BRIN尚未完成对催泪弹样本的分析，仍在评估毒性并进行完整的毒素分析，但BRIN的报告仍被勘察组作为最终报告的附录提交，勘察组坚持认为高浓度的催泪弹是造成伤亡的主要原因 。2022年10月21日，对催泪弹的实验室分析结果出炉，惟该结果迟迟未公开。马赫福兹称最终结论为催泪弹是造成恐慌的根本原因，而恐慌进一步导致了数百人的伤亡 。由于报告迟迟未公开发布，阿雷马于2022年10月27日举行抗议，提出包括发布BRIN报告在内的多项要求。
勘察队还在坎朱鲁汉体育场发现了一段拍摄于主大厅和停车场，时长3小时21分钟的闭路电视录像，该录像被认为已经删除，表明可能有人试图掩盖事实。

### 尸检
2022年11月5日，印度尼西亚法医协会的一个独立小组对两名受害者的尸体进行了尸检，受害者家属称，警方曾对他们进行恐吓  。两名受害者年龄分别为16岁和13岁，皆为女性，尸体原本安葬于一个公共墓地。
2022年11月30日，印尼法医协会宣布了艾尔朗加大学的尸检结果，表示受害者的肺部没有任何催泪瓦斯残留物，死亡原因是失血过多以及肋骨和胸部骨折  。协会还表示，取样时尸体已经腐烂，受害者律师声称，受害者被发现时脸色发黑，口吐白沫，并且正在滴尿。

## 各方反应
人民代表会议第三委员会副主席艾哈迈德·萨赫罗尼对警察向挤满人群的看台投掷催泪弹的行为表示谴责，他表示，国际足联禁止在体育场内使用催泪弹，而足球比赛安全维护的标准操作程序也不包括使用催泪弹。萨赫罗尼要求国家警察总长利斯特奥·西吉特·普拉博沃应果断对使用催泪瓦斯的警察采取行动 。

### 国际足联
2022年10月6日，维多多通过国有企业部部长埃里克·托希尔致信国际足联主席詹尼·因凡蒂诺，国际足联于2022年10月7日对信函作出回复    ：
1. 国际足联不会制裁印度尼西亚和印度尼西亚国家队。
2. 印度尼西亚政府、国际足联、亚足联和PSSI之间的合作目标包括：
  1. 为印度尼西亚所有足球场制定安全标准。
  2. 制定警察安全工作相关协议和程序，以满足国际标准。
  3. 促进印度尼西亚足球俱乐部和球迷代表之间的谈判，以收集意见和达成共识。
  4. 重新考虑足球比赛计划并进行风险利益分析。
  5. 邀请专家进行指导和提供咨询。
3. 国际足联将在印度尼西亚设立特别办事处

2022年10月18日，因凡蒂诺在独立宫会见维多多，会议上，印度尼西亚政府和国际足联达成以下共识：    
1. 改进印度尼西亚足球比赛体系、基础设施和球迷文化。
2. 确保印尼足球比赛的各个环节都按照国际足联的标准进行。
3. 确保比赛安保工作的各个方面都按照国际足联的标准运行。
4. 重新评估所有体育场馆的价值并应用最新技术进行改进。
5. 按照国际足联标准全面改善印尼足球比赛标准，由印尼政府和国际足联合作，对所有印尼足球利益相关方进行评估。
6. 仍按原计划由印度尼西亚主办2023年國際足總U-20世界盃，而该赛事将由印度尼西亚政府和国际足联共同管理。

### 国际反应
- 数个足球联盟进行了一分钟默哀，表达对事故受害者的同情[a]。
- 欧足联在每场欧洲冠军联赛、欧足联欧洲联赛和欧足联欧洲协会联赛比赛日的三场比赛前都会进行默哀[100]。
- 马来西亚青年体育部部长阿末法依扎·阿祖穆向受害者表示哀悼，并表示如果印度尼西亚政府有请求，马来西亚愿意提供任何形式的帮助[101]。
- 事故发生后，英国国王查尔斯三世和卡蜜拉王后向印度尼西亚政府及人民表达沉重哀悼[102]。
- 德国总统 弗兰克-瓦尔特·施泰因迈尔致信印尼总统维多多，表达对受害者的同情，总理 奥拉夫·朔尔茨 也对受害者表示了哀悼[103]。
- 在拜仁慕尼黑与比尔森胜利足球俱乐部之间举行的欧洲冠军联赛中，拜仁的支持者拉起了一条写着“100多人被警察杀害！记住坎朱鲁汉的死者！”的横幅[104]。
- 包括切尔西、利物浦、曼联、曼城和巴塞罗那在内的许多欧洲足球俱乐部对该次事故表达了哀悼。 [105]
- 由于政府改善了针对安全措施的规定，事故一个多月后，多特蒙德足球俱樂部宣布，他们的印度尼西亚之旅已经取消[106]。

### 警方回应
2022年10月28日，为了在此次事故后为体育赛事组织提供安全保障，警方发布了10/2022号国家警察令，于2022年11月4日生效。 新规定禁止在体育赛事安保工作中使用催泪弹、烟雾弹、枪支等攻击性武器以及禁止警察在体育赛事中携带此类武器，仅允许通过使用武术与试图制造骚乱的人士进行肉搏以及携带防暴盾和警棍等防御工具来保障体育赛事的安全。为了防止再发生球场暴乱事件，印度尼西亚所有体育场都将安装路障，将球队支持者和球场分开，球场内外其他指定的保护区也将架设防御路障，以确保球队支持者、观众、球员和官员的安全  。
2023年1月12日，PSSI执行委员会召开会议，决定取消印尼足球甲级联赛2022-23赛季的剩余比赛。PSSI针对放弃举行联赛提出了三点理由:
1. 大多数俱乐部（28个俱乐部中的20个）提出要求停止比赛。由于2023年國際足總U-20世界盃将于2023年5月20日开始，甲级联赛很难重新启动，而且俱乐部和运营商之间在如何维持比赛秩序的看法上尚未达成共识。
2. 一个致力于改善印尼足球赛事的团队针对不符合标准的基础设施提出的建议。
3. 根据第10/2022号国家警察法令，比赛组织者必须在规定时间內提交新的许可证，并获得安全援助后才可以组织比赛[b]

2022-23赛季甲级联赛将继续进行并不会降级，因为只有乙级联赛被取消。PSSI还要求印尼足球联赛运营商为甲级联赛建立新的专属运营商。

### PSSI
为对这场灾难作出回应，PSSI召集了特别大会代表，并决定于2023年2月16日举行会议。特别大会将更换PSSI主席、副主席及执行委员会成员。
PSSI主席莫查马德·伊里亚万确认他将辞去领导职务，并于2023年1月15日重申该决定。他表示，自己将不再寻求延长PSSI主席任期，声称自己“受够了”，并承认自己对这场灾难负有责任。

## 类似事故
- 利馬足球慘案：同樣因為警方管制足球觀眾不當造成的踩踏事故。
- 梨泰院踩踏事故：同月月尾發生在韓國的踩踏事故。

踩踏死亡人数超过200人的意外：
- 2015年沙特麦加朝觐踩踏事故——2,411死
- 2010年柬埔寨金边送水节踩踏——347死
- 2004年沙特麦加踩踏事故——244+死
- 1990年沙特麦加朝觐踩踏事故——1,426死
- 1896年沙俄沙皇尼古拉二世加冕仪式踩踏事故——1,282死